# St. Laurentius (Unterringingen)

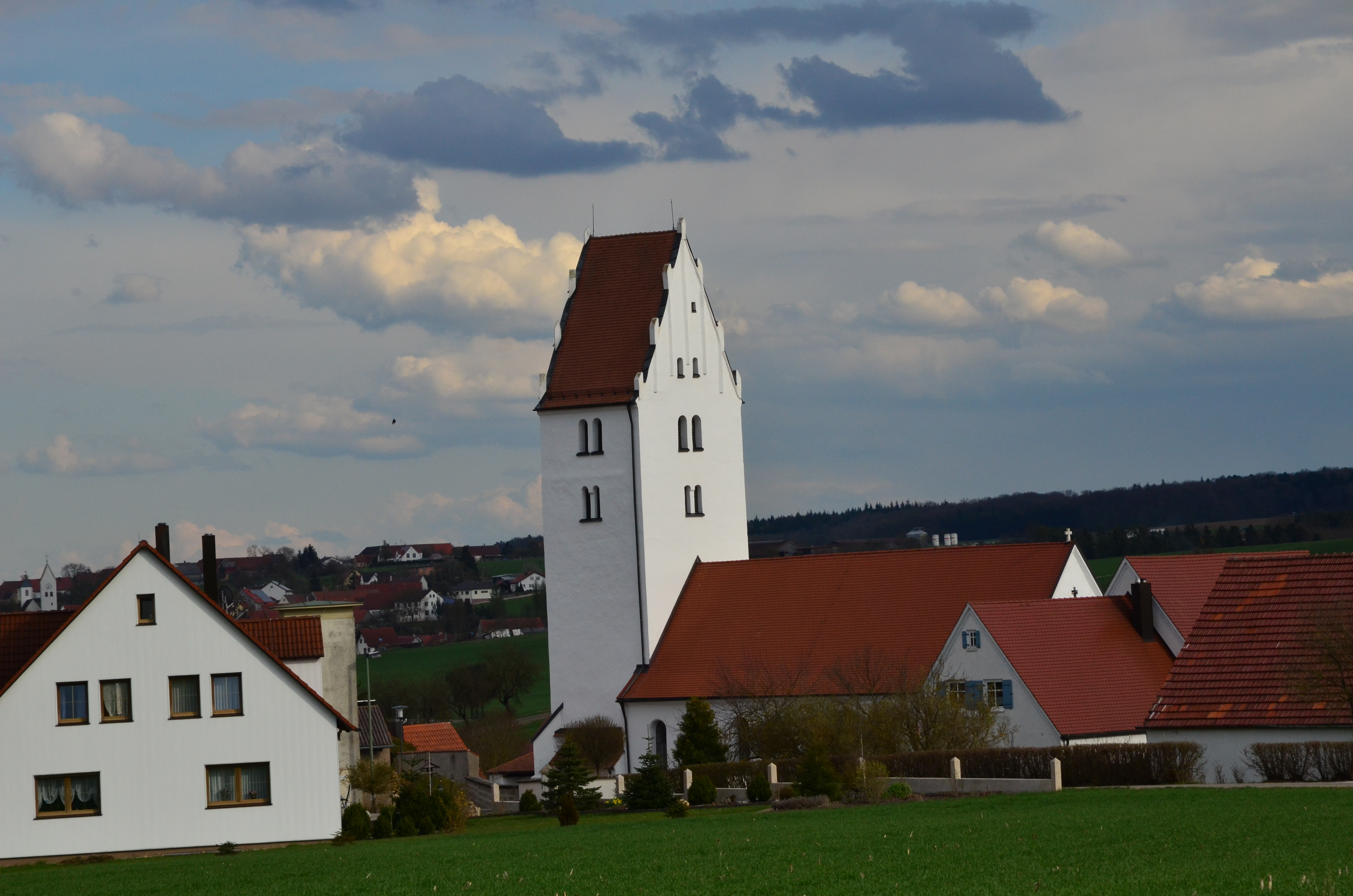
St. Laurentius in Unterringingen

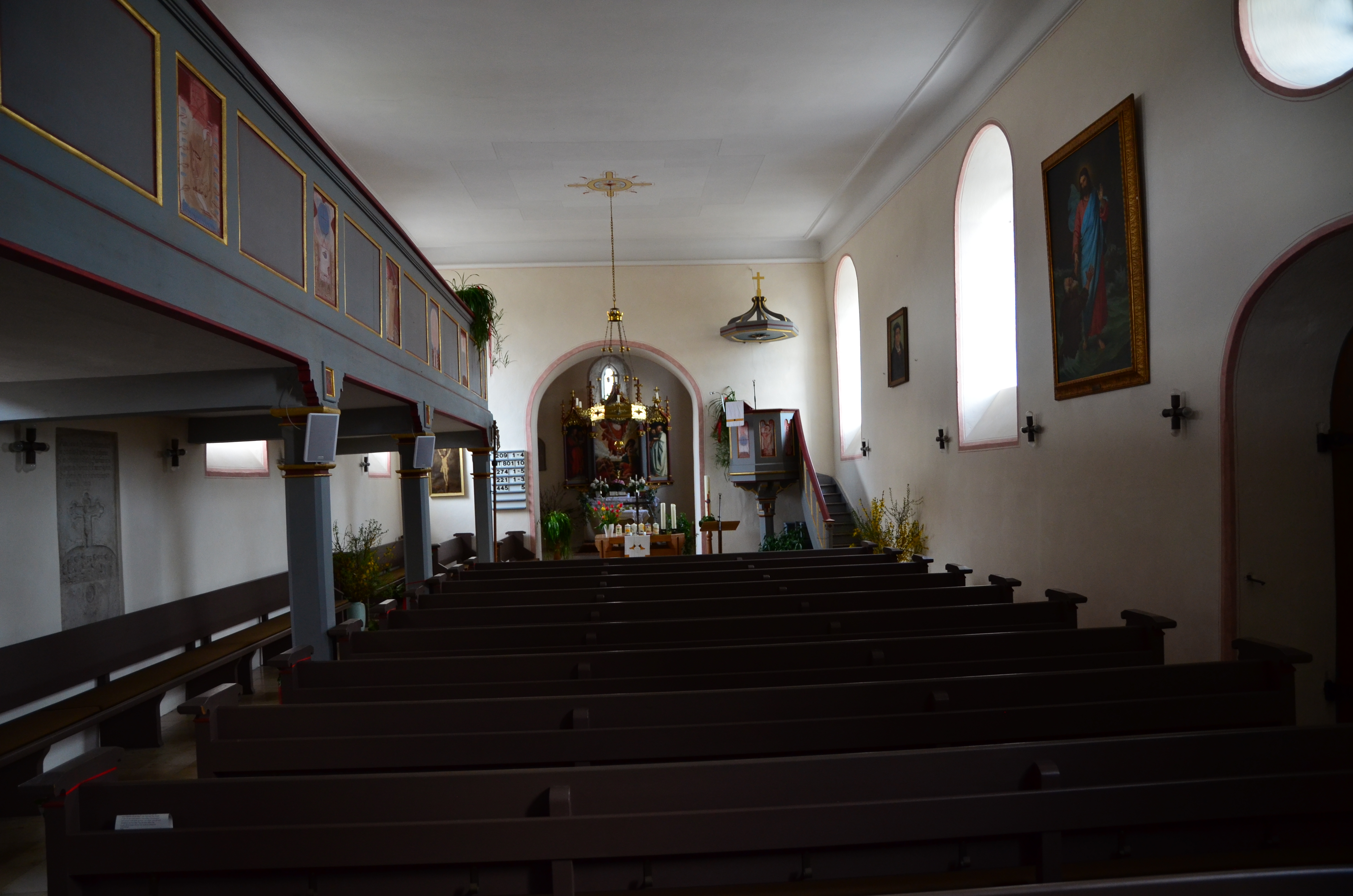
Innenraum

Die evangelisch-lutherische Pfarrkirche St. Laurentius steht in Unterringingen, einem Gemeindeteil von Bissingen im schwäbischen Landkreis Dillingen an der Donau. Das Bauwerk ist in der Liste der Baudenkmäler in Bissingen als Baudenkmal unter der Nr. D-7-73-117-42 eingetragen. Die Kirche gehört zum Dekanat Donau-Ries des Kirchenkreises Augsburg der Evangelisch-Lutherischen Kirche in Bayern.

## Beschreibung
Die Saalkirche besteht aus einem Langhaus, das 1847 nach Westen verlängert wurde, und einem Chorturm im Osten, der 1590 aufgestockt und quer mit einem Satteldach bedeckt wurde, dessen Giebel mit Fialen verziert sind. In seinem Glockenstuhl hängen drei Kirchenglocken. Der Innenraum des Langhauses ist mit einer Flachdecke überspannt, der des Erdgeschosses des Chorturms, d. h. des Chors, mit einem Kreuzrippengewölbe. Die Deckenmalerei im Chor zeigt Jesus Christus in einer Mandorla, umgeben von Evangelistensymbolen. Die Malereien an der Brüstung der Empore und an der Brüstung der Kanzel hat 1979 Hubert Distler gestaltet. Die Orgel wurde von der Gebr. Sieber Orgelbau errichtet.